# Wizardry VII: Crusaders of the Dark Savant
Wizardry VII: Crusaders of the Dark Savant – gra komputerowa z gatunku cRPG stworzona na platformę MS-DOS przez nieistniejące już studio Sir-Tech. Jej światowa premiera odbyła się w 1992 roku. 31 maja 1996 wydana została jako Wizardry Gold na Windows 95, PlayStation, Mac OS. W wersji tej dodano ścieżkę dźwiękową i przerywniki filmowe oraz zmieniono zewnętrzną oprawę graficzną, zachowując cały interfejs gry.
Jest to siódma część serii Wizardry. W 2001 roku wydano sequel zatytułowany Wizardry 8.

## Fabuła
Drużyna gracza zostaje wysłana na planetę Guardię, aby odszukać potężny artefakt zwany Astral Dominae. Przedmiot poszukiwany jest także przez Mrocznego Mędrca, oraz wrogie wobec siebie rasy T’Rang i Umpani.